# Kossuth Kiadó
A mai Kossuth Kiadó jogelődjét 1944 novemberében a Magyar Kommunista Párt Szikra Könyvkiadó néven alapította Szegeden. A világháború után átvette Budapesten a Pallas Irodalmi és Nyomdai Rt. és a Stádium Rt. nyomdáját, s 1945–1948 között a Szikra Irodalmi és Lapkiadó Vállalat Nyomdai Rt. néven működött. Az 1948-as államosítás nyomán külön váltak a nyomdák, a lap- és könyvkiadók, azok a rendszerváltásig (1989) külön működtek.

## Szikra Kiadó (1944–1956)

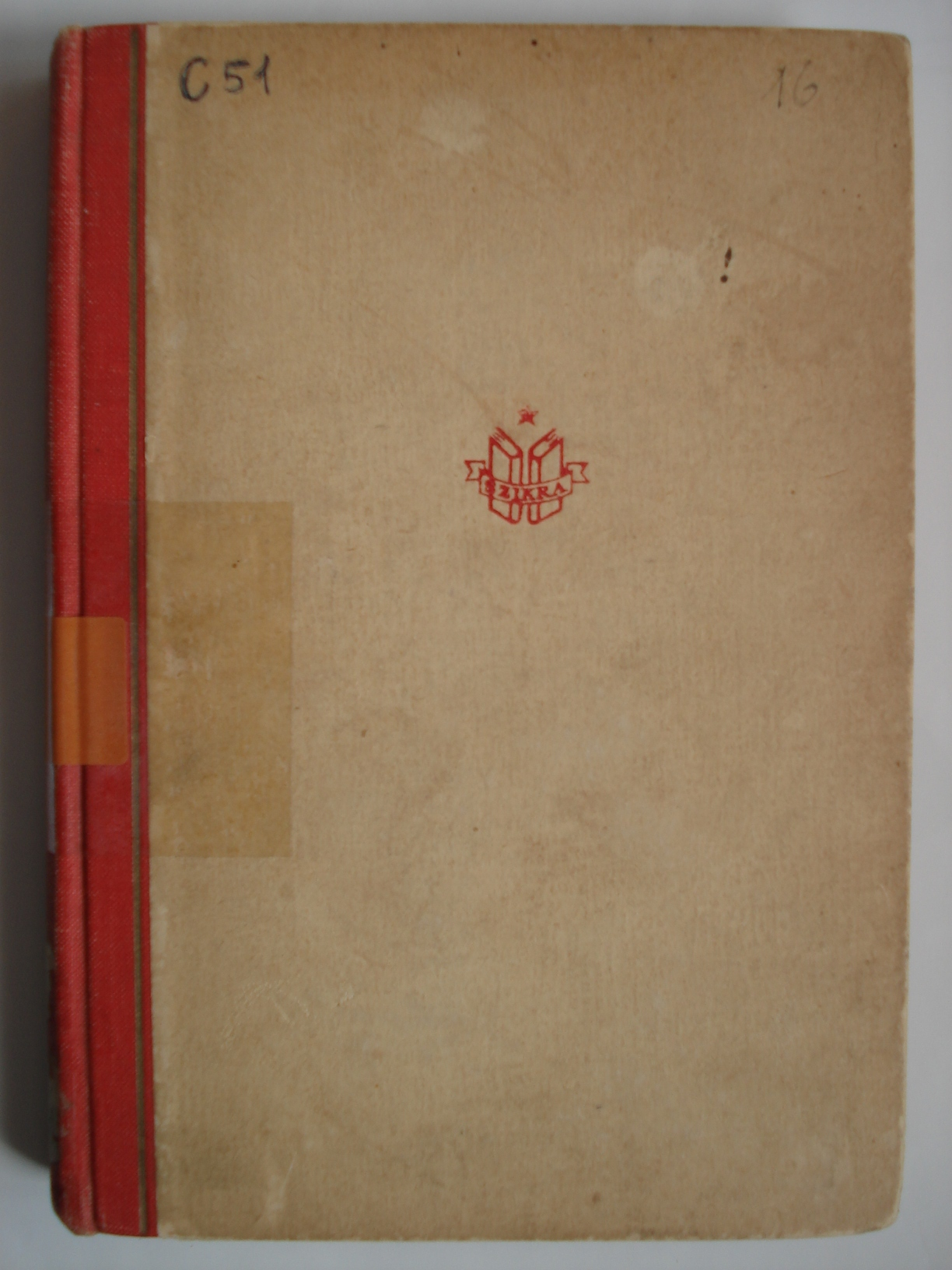
A Szikra Kiadó által kiadott könyv borítója

### Megalakulása
Még fel sem szabadult az ország teljes területe, amikor 1944-ben Szegeden az első szabad magyar könyvkiadó Szikra Kiadó néven megalakult. A Magyar Kommunista Párt Központi Vezetősége első szegedi ülésén, 1944. november 7-én alapította meg. A szervezéssel Vas Zoltánt, a tematikai terv összeállításával Révai Józsefet bízták meg. A kiadó ügyeit Sulyok Béla és Háy Károly László intézték.

### Tevékenysége
Szeged közvetlen felszabadítása harcok nélkül történt, üzemképes nyomdák, papírkészletek álltak rendelkezésre, és Vas Zoltán máris nyomdába adhatta – a korábban a moszkvai Idegennyelvű Kiadónál már magyarul megjelent – Tizenhat év fegyházban című művét. A gyomai Kner nyomda jelentette meg Sztálin rövid életrajzát, míg a pécsi Új Dunántúl nyomdája A Szovjetunió Kommunista Pártjának történetét. A felszabadulás utáni első, 1944. október 24-én forgalomba került könyv mégis egy Magyar–orosz zsebszótár volt, a Szegedi Nyomda és Könyvkiadó Rt. kiadásában. Vas Zoltán könyvén, a Sztálin-életrajzon és A Szovjetunió Kommunista Pártjának története című kiadványokon kiadóként a Magyar Kommunista Párt szerepelt. Szikra impresszummal elsőként Gerő Ernőnek az 1944. november 7-én Szegeden tartott nagygyűlési beszéde jelent meg: Lesz magyar újjászületés címmel. A kiadó Budapestre költözésével a Szikra Lapvállalatok nevet vette fel s vezetésével Cserépfalvi Imre baloldali irányultságú kiadótulajdonost bízták meg. Jogilag a vállalat helyzetét részvénytársaság megalakításával rendezték. A Szikra Kiadó nemcsak aktuális politikai brosúrákkal és agitációs művekkel kapcsolódott be a szellemi életbe, hanem irodalmi művek megjelentetésével is. 1945-ben adta ki Lukács György Írástudók felelőssége című kötetét, Révai József Ady-tanulmányát, Háy Gyula színműveit, Déry Tibor A tengerparti nyár című művét, Nagy Lajost és másokat. 1950-ben ötszázhét könyvet adott ki tíz és félmillió példányban. A Szikra-könyvek csaknem mind a marxizmus–leninizmus klasszikusait és a politikai irodalom számottevő műveit adták közre.
1956-ban megszűnt a Szikra Könyvkiadó, belőle a Gondolat Könyvkiadó alakult meg 1957-ben.

### Szikra Könyv- és Propagandaterjesztő Vállalat
1950 augusztusában alakult a Szikra Kiadó könyvterjesztő részlege és az MDP Propagandaanyag Terjesztése egyesítéséből. A Szikra könyvesbolt-hálózatban könyveket, ezenkívül az MDP propaganda- és oktatási anyagait, folyóiratait terjesztették. 1951-ben a könyvterjesztési részleg az Állami Könyvterjesztő Vállalattal egyesült, majd 1956-ban beolvadt a Kossuth Könyvkiadóba.

### A Szikra Kiadó által átvett szervezetek
A magyar könyvkiadást és nyomdaipart súlyos veszteségek érték a háború éveiben, alig volt működőképes nyomdaüzem, nagy könyvraktárak égtek el. A Szikra Kiadó 1945 januárjában Budapestre költözött, és  lefoglalta a Pallas Irodalmi és Nyomdai Rt.-t és a Stádium Rt.-t. Székhelyéül a Pallas Irodalmi és Nyomdai Rt. Honvéd utcai nyomdáját választotta, ekkor már Szikra Irodalmi és Lapkiadó Vállalat Nyomdai Rt. néven.

#### Pallas Irodalmi és Nyomdai Rt.
Az egyik legnagyobb múltú budapesti kiadó és nyomda, amelynek eredete 1883-ig, Wilckens és Waidl nyomdájáig megy vissza. Legismertebb és legnagyobb jelentőségű kiadványa a 18 kötetes A Pallas nagy lexikona volt. Az 1920-as évek elején a katolikus érdekeltségű Központi Sajtóvállalat szerezte meg a részvények nagy hányadát, 1936-ban pedig a Stádium Rt. (Stádium Irodalmi és Nyomdai Vállalat) olvadt be a vállalatba.

#### Stádium Rt.
A Stádium Rt. irányítása alatt a Pallas továbbra is a legnagyobb nyomdák egyike volt, leginkább közigazgatási és propaganda-nyomtatványokat adtak ki. 1944 őszén a Pallas vezetőségének tagjai néhány dolgozóval és a nyomdai géppark legértékesebb részével valamint a nyomda jelentős összegű készpénzével Nyugatra emigráltak. Budapest ostroma idején a nyomda több részlege is komoly károkat szenvedett, vagy teljesen megsemmisült. 1945-ben vette át az irányítást a Szikra Kiadó.

## A Szikra Irodalmi és Lapkiadó Vállalat Nyomdai Rt. jogutódjai

### Kossuth Könyvkiadó
A Szikra Kiadó 1956-ban felvette a Kossuth Könyvkiadó nevet. Az MSZMP kiadójává vált, jelentős állami támogatást kapott a kiadásra és a terjesztésre. A következő periodikumokat gondozták: Társadalmi Szemle, Pártélet, Párttörténeti Közlemények, Béke és Szocializmus, Nemzetközi Szemle, Univerzum, Nők Magazinja, Dióhéj. Az 1948-as márciusi államosítás után a nyomdák, a kiadók és a lapkiadók különváltak, megszűnt a régi Pallas Irodalmi és Nyomdai Rt. műhely jellege, amely még 1945–1948-ig a Szikra Irodalmi és Nyomdai Rt.-ben megvolt, annak ellenére, hogy a háború után megmaradt gépparkkal csodákat művelni nem lehetett. 1948-ig szoros volt a Szikra Kiadó szerkesztőinek, a lapkiadók szerkesztőinek kapcsolata a nyomdászokkal, amely nemcsak a kiadók és a nyomdászok kölcsönös megbecsülését jelentette, hanem munkájuk közvetlen összehangolását is. A továbbiakban a Szikra, majd a Kossuth Kiadó teljesen elvált a Szikra/Kossuth Nyomdától. Pl. a Társadalmi Szemle c. folyóiratot csak 1946-tól 1950. februárig nyomtatták a Szikra Nyomdában.
A Kossuth Kiadó kéziratként terjesztett iroda- és bolthálózata révén bizalmas, tájékoztató jellegű kiadványokat felső- és középszintű vezetők részére. Filozófiai, ismeretterjesztő könyveket is adtak ki. 1989-ben a kiadó az MSZP tulajdonába került, 1993. október 1-től Kft.-ként, ma már Kossuth Kiadó Zrt.-ként működik.
A mai Kossuth Kiadó zártkörű részvénytársaság jogilag 1996 decemberében lett alapítva, jogelődje nincs. A széles körű ismeretterjesztés hagyományának folytatója, többszörös profilbővítések és váltások mellett is. Útikönyveket, albumokat, hangoskönyveket, természettudományos és filozófiai, művelődéstörténeti, történelmi tárgyú műveket, szépirodalmi sorozatokat, festészeti albumokat, gyermekmeséket, lektűröket ad ki.
Online könyvesboltot (www.kossuth.hu), kulturális képügynökséget (Cultiris Kulturális Képügynökség), multimédia plázát (letöltőközpontot) is működtet.
Márkaboltjai Budapesten az Örkény Könyvesbolt a Nyugatinál, a Toldy Ferenc Könyvesbolt a budai Fő utcában, és az újpesti székhelyén működő Fejtő Ferenc Könyvesbolt (mintabolt), az Anno Mesebolt az alagútnál.
A Kossuth kiadói csoport tagjai még az Új Könyvbarát Kft., Ventus Libro Kiadó, Noran Libro Kiadó és a Naphegy Kiadó.

### Kossuth Nyomda
1956-ban a Szikra Nyomda a Kossuth Nyomda nevet vette fel. Lengyel Lajos igazgató vezetése idején (1949–1969) a nyomda a lapgyártásról és a vegyes nyomtatványok előállításáról áttért a könyvgyártásra. Lengyel kiemelkedő szakmai és művészeti irányításának húsz éve alatt a Kossuth Nyomda a Szép Magyar Könyv versenyeken a legtöbb díjat nyerte el. Különös súlyt helyezett a nyomtatványok gondos, igényes kivitelezésére. Számos könyve külföldön is jelentős szakmai elismerésben részesült. Kiemelkedőek síknyomással készült művészeti könyvei, a bibliofil jellegű Helikon Klasszikusok kötetei, Balzac Pajzán históriák című művének nyomdatechnikai megoldása.

## A Szikra Kiadó ismertebb kiadványai
- Lukács György: Írástudók felelőssége
- Déry Tibor: A tengerparti nyár
- Vas Zoltán: Tizenhat év fegyházban
- Gerő Ernő: Lesz magyar újjászületés
- Révai József Ady-tanulmánya
- Háy Gyula színművei